# Фолл-Ривер (приток Дешута)
Фолл-Ривер (англ. Fall River) — приток реки Дешут длиной 19 километров в штате Орегон.

## География
Исток расположен в роднике примерно в 3 километрах к северо-западу от Прингл-Фолс. Река течет на северо-восток и имеет длину около 19 километров.
Вдоль реки проходит тропа, а примерно в полутора километрах вниз по течению от истока реки есть кемпинг; сторожку в верховьях реки можно арендовать.
Водопад Фолл-Ривер находится на реке в пределах государственного парка Ла-Пайн.
В Фолл-Ривер также находится Фолл-Риверский рыбоводный завод, государственный рыбоводный завод, на котором выращивают мальков Микижа, Кумжи и горбуши для зарыбления водоёмов по всему штату. У реки есть один приток, Индиан-Крик, который впадает слева выше рыбоводного завода.